# Hortelã (São Nicolau)
Hortelã ou Hortelão é uma aldeia na ilha de São Nicolau de Cabo Verde. 

## Localidades
- Espigão
- Hostelão de Lá
- Chã de Manuel da Luz
- Galo Canto
- Alto de Nhõ Vidal